# Хермундури
Хермундурите (Hermunduren; лат.: Hermiones) са германско племе от групата на елба-германите (херминони) и са населявали територията на Горна Елба и днешна Тюрингия и Северна Бавария от 1 до 3 век.
Римляните са ги причислявали към свебите и са ги смятали за свои верни приятели.
Техни съседи, според Тацит, са били нариските, маркоманите и квадите.
През 1 г. римският главен командир Луций Домиций Ахенобарб преселва част от хермундурите в изоставената от маркоманите територия на Майн. Попадат под владетелството на маркоманския крал Марбод. През 19 г. се бият на Дунав под командото на техния княз Вибилий и смъкват готския узурпатор Катуалда. През 58 г. се бият с хатите за солниците на Вера или Саале.
Между 166 и 180 г. те участват в Маркоманските войни на страната на маркоманите и квадите против Марк Аврелий.
Изтласкват келтите и се заселват в Тюрингия.
През 2 или 3 век се смесват с дошлите там от север англи и варни и образуват племенната група тюринги.